# Рафаел Бенитез
Рафаел Бенитез Маудес (шп. Rafael Benítez Maudes; Мадрид, 16. април 1960) шпански је фудбалски тренер и бивши фудбалер. Тренутно води Селту из Вига.
Тренирао је Наполи, Челси, Интер, Ливерпул, Ваљадолид, Осасуну, Екстрамадуру, Тенерифе, Валенсију и Реал Мадрид, тимове Ла Лиге и Њукасл јунајтед. Најтрофејнији је тренер у историји Валенсије иако ју је тренирао само три године.

## Тренерска каријера

### Валенсија
Бенитез је у Валенсију стигао 2001. године заменивши Ектора Купер на клупи тог тима. Од његовог доласка тим је почео да игра боље и офанзивније захваљујући чему је Рафа придобио велике симпатије навијача овог тима. Већ у својој првој сезони, Бенитез је Валенсији донео прву титулу након 31 године, оставивши иза себе Депортиво. Међутим, следеће сезоне Бенитез није успео да настави са бележењем добрих резултата из протекле сезоне. У првенство су били пети, имали су чак 18 бодова мање од првопласираног Реал Мадрида. Рафа је такође дебитовао у Лиги шампиона, али је већ испао у четвртфиналу од Интера. Међутим, сезона 2003/04. се развијала потпуно другачије од претходне. Валенсија је у првенству обезбедила титулу три кола пре краја и освојила УЕФА куп победивши у финалу Олимпик Марсеј резултатом 2-0. Након неслагања са спортским директором клуба Бенитез напушта Валенсију и одлази у ФК Ливерпул.

### Ливерпул
Рафа Бенитез долази у Ливерпул у јуну 2004. као замена за Жерара Улијеа. Бенитез је у своје редове доведе неколика играча из Примере, међу којима су Луис Гарсија, Фернандо Моријентес и Ћави Алонсо, док из Ливерпула те сезоне одлази Мајкл Овен. Међутим због бројних повреда кључних играча као што су Ђибрил Сисе, Стивен Џерард, Милан Барош и Дитмар Хаман резултати у домаћем првенству су изостали па је екипа са Енфилда сезону завршила као петопласирана. Али за разлику од Премијер лиге Ливерпул је бележио изузетне резултате на европској сцени који су довели Енглезе до тријумфа у Лиги шампиона, петог у историји клуба. Ливерпул је у финалу победио ФК Милан после извођења једанаестераца. Иако је Милан на полувремену водио са 3-0, утакмица се завршила резултатом 3-3. Након овог трофеја Бенитез је са Ливерпулом освојио и Европски суперкуп. У наредној сезони је освојио је и ФА Куп и ФА Комјунити шилд. Међутим, од 2006. Ливерпул није освојио ниједан трофеј.

## Највећи успеси

### Екстрамадура
- Друга лига Шпаније : друго место 1997/98. (промоција у виши ранг)

### Тенерифе
- Друга лига Шпаније : треће место 2000/01. (промоција у виши ранг)

### Валенсија
- Првенство Шпаније (2) : 2001/02, 2003/04.
- Куп УЕФА (1) : 2003/04.

### Ливерпул
- ФА куп (1) : 2005/06.
- ФА Комјунити шилд (1) : 2006.
- Лига шампиона (1) : 2004/05. (финале 2006/07.)
- Суперкуп Европе (1) : 2005.

### Интер
- Суперкуп Италије (1) : 2010.
- Светско клупско првенство (1) : 2010.
- Суперкуп Европе : финале 2010.

### Челси
- Лига Европе (1) : 2012/13.

### Наполи
- Куп Италије (1) : 2013/14.
- Суперкуп Италије (1) : 2014.

### Њукасл јунајтед
- Чемпионшип (1) : 2016/17.